# Famille de Lazerme
La famille Lazerme, connue depuis le XVIe siècle au Pouget en Languedoc, s'installe à Perpignan au XVIIIe siècle. Pendant plusieurs générations, les Lazerme constituent de grands domaines fonciers en Roussillon, et au XIXe siècle exercent des fonctions politiques dans le camp légitimiste, tout en accueillant chez eux les princes carlistes, ce qui leur vaut en 1876 un titre de comte. Au XXe siècle, Carlos de Lazerme est un poète, auteur de théâtre et d'essais, alors que son fils Jacques reçoit Pablo Picasso à Perpignan, qui exécute plusieurs portraits de la comtesse de Lazerme. Leur hôtel particulier à Perpignan est aujourd'hui le musée Hyacinthe-Rigaud.

## Origines
La famille est connue au Pouget depuis le XVIe siècle. L'ancêtre attesté le plus ancien est Pierre Las Hermes, collecteur des taxes municipales au Pouget en 1596. Son fils, Jacques Las Hermes, est consul du Pouget en 1630. Deux générations plus tard, Jacques Las Hermes prend le nom de Lazerme. Il est lui aussi consul du Pouget, en 1720. De son épouse Marie Arnaud, il avait eu notamment trois fils : Jacques, l'aîné (1676-1756), médecin, Pierre, qui fondera la branche de Perpignan, et Antoine, qui sera comme son père, consul du Pouget.

### Jacques Lazerme (1676-1756)
Fils aîné de Jacques Lazerme, héritier de son père, il étudie la médecine à l'Université de Montpellier, et obtient le grade de docteur en 1703. Il devient ensuite membre du collège des médecins de cette ville, puis succéda en 1720 à Bezac comme professeur de médecine à l'Université.
Praticien renommé, il laisse plusieurs ouvrages, comme De morbis internis capitis, publié à Amsterdam en 1748, ou Curationis morborum à Montpellier en 1750. Il obtient le titre de conseiller du roi.

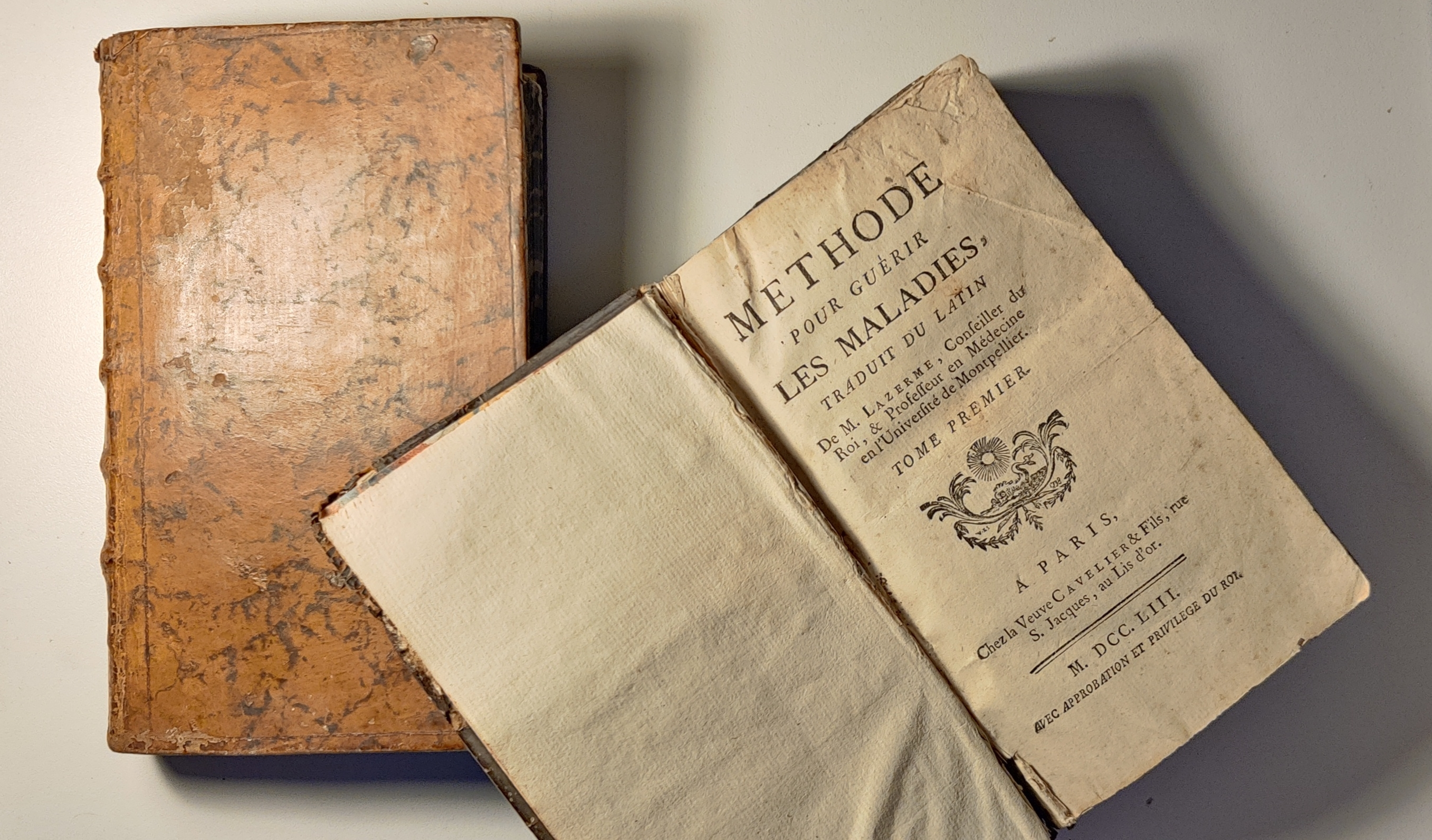
Méthode pour guérir les maladies, Jacques Lazerme, 1753

De son mariage avec Rose Seguin, fille d'un marchand de Montpellier, il n'avait eu qu'une fille : Marie-Suzanne Lazerme, mariée en 1748 avec Jean de Brignac, baron de Montarnaud, qui mourut en laissant pour unique héritière sa petite-fille Françoise de Brignac, mariée à Henri Amédée Mercure de Turenne d'Aynac, chambellan de Napoléon.

## Branche de Perpignan

### Pierre Lazerme (v.1680-1760)
Fils cadet de Jacques Lazerme, son frère aîné Jacques hérite du patrimoine familial. Pierre Lazerme se fixe en Roussillon vers 1730, et devient garde-côte à Port-Vendres, puis s'installe à Perpignan comme marchand, se faisant inscrire comme mercader matriculat de cette ville.
Il fait un riche mariage en épousant en 1738 Joana Fabra, fille d'un marchand de Perpignan, et se lance dès lors dans l'acquisition de nombreuses propriétés en Roussillon à Canet (Mas de l'Esparrou, diverses terres dépendant de la vicomté), Sainte-Marie-la-Mer, Bompas, Cabestany, Argelès, Bages, Orle et Perpignan. Il devient vicomte de Canet en 1742.
Après sa mort en 1760, sa veuve continuera le mouvement jusqu'à sa propre mort en 1787.
Il avait eu deux fils : Joseph (1741-1821), qui continua la branche en Roussillon, et Jean (1746-1821), qui se fixa à Quillan, et y établit une branche qui dura deux générations.

### Joseph de Lazerme (1741-1821)
Né à Perpignan le 3 mai 1741, fils de Pierre Lazerme, Joseph de Lazerme étudia le droit à l'Université d'Avignon, obtint la licence en droit civil, canon et français, et fut reçu en 1786 avocat au Conseil Souverain de Roussillon. Il devint familier de plusieurs familles nobles possédant de grands biens en Roussillon, et se vit confier l'administration de leurs terres, les affermant parfois. Il acheta au duc de Híjar le château vicomtal de Canet, et les étangs de Canet et de Saint-Nazaire, qu'il commença à faire assécher afin d'y établir des troupeaux, ce qui devint des "prés salés". Il est le dernier vicomte de Canet.
En 1789, il fut nommé capitaine d'une des milices levées par le marquis d'Aguilar, puis de la Garde Nationale. Sous la Terreur, il s'employa à aider les royalistes, les hébergeant dans ses propriétés et leur favorisant l'émigration. Il échappa probablement à des représailles grâce à son importante fortune. Sous le Consultat, il fut nommé conseiller municipal de Perpignan.
Il mourut dans cette ville le 28 avril 1821.
Il avait épousé Suzanne Augé, d'où huit enfants :  
- Jeanne, mariée à Charles Pierre de Lamer
- Marie-Grâce, mariée à François-Xavier Boluix
- Suzanne, mariée à Joseph, comte d'Argiot de La Ferrière
- Joséphine, mariée à Jean-Louis Durand, d'une grande famille de banquiers, frère de François Durand, député des Pyrénées-Orientales
- Marie, mariée à Étienne Martin
- Joseph (1787-1853)
- Thérèse, mariée à Emmanuel Bonafos (1775-1854), docteur en médecine et professeur d'histoire naturelle
- Antoinette, mariée à Théodore Pierre Pares, député des Pyrénées-Orientales

### Joseph II Lazerme (1787-1853)
Né le 14 mars 1787 à Perpignan, fils de Joseph Lazerme, Joseph II de Lazerme fut capitaine de volontaires de la garde nationale d'élite en 1815, et participa à arrêter les projets du général espagnol Castaños pour prendre Perpignan, qu'il assiégeait en 1815. Il avança avec le banquier Jean Meric l'indemnité de guerre de 100 000 francs que le général demandait.
Conseiller général de Perpignan durant la Restauration, il fut élu le 17 novembre 1827 député du collège du département des Pyrénées-Orientales par 205 voix sur 377 votants. Il fut nommé conseiller de préfecture en 1829 sous le ministère Polignac. Il abandonna son siège de député en 1830 à la suite d'une agression dont il fut victime pour son soutien à la branche aînée des Bourbons.
En 1827, il avait acquis de Joseph de Camprodon de Ponte d'Albaret, neveu et héritier de Marie Delpas, marquise de Blanes, l'ancien hôtel particulier des Delpas, situé à Perpignan, rue de l'Ange, qui prit dès lors le nom d'hôtel de Lazerme (actuel Musée Rigaud).
Il mourut le 13 avril 1853 à Perpignan.
Il avait épousé Thérèse Sérane dont il eut sept enfants, parmi lesquels : 
- Charles de Lazerme (1815-1884), auteur de la branche des comtes de Lazerme
- Henri Lazerme (1817-1909), auteur de la branche des Lazerme de Règnes
- Marie, mariée à Xavier de Coma
- Auguste (1825-1895), maire de Vinça, marié à Antoinette de Pontich, père de deux filles qui prirent le nom de "Lazerme de Pontich"
- Mathilde, mariée à Alcide Collet-Meygret

## Branche aînée (comtes de Lazerme)

### Charles de Lazerme (1815-1884)
Né le 17 août 1815 à Perpignan, fils aîné de Joseph Lazerme et de Thérèse Sérane, licencié en droit, il fut membre du Conseil général des Pyrénées-Orientales.
Il fut choisi en 1874 et 1878 comme candidat légitimiste au Sénat. À l'occasion de la troisième guerre carliste, il hébergea chez lui à partir de 1870 le prince Alphonse et la princesse Marie des Neiges de Bourbon (frère et belle-sœur du prétendant carliste « Charles VII », « duc de Madrid ») et les principaux chefs carlistes, dont les généraux Vicente Ruiz et Ceballos. Son dévouement à la cause carliste lui valut, le 17 septembre 1875, la « médaille de 1re classe de Charles VII » et, le 27 février 1876, le titre de comte en Castille.
Il mourut à Perpignan le 22 juin 1884.
Il avait épousé Charlotte de Lon de Marouls, d'où il avait eu un fils, Joseph de Lazerme (1846-1922).

### Joseph III de Lazerme (1846-1922)
Deuxième comte (carliste) de Lazerme, Joseph III de Lazerme continua l'attachement carliste de son père, et il assista aussi aux funérailles du « comte de Chambord » en 1883. Le 2 janvier 1888, un bref du pape Léon XIII lui attribua le titre de comte romain. Le 11 août 1911, le roi Alphonse XIII d'Espagne lui adressa un brevet confirmatoire de noblesse.
Il épousa Marie-Hélène Pougeard du Limbert, fille aînée du préfet Henri Pougeard-Dulimbert, d'où il eut quatre enfants parmi lesquels : 
- Carlos de Lazerme (1873-1936)
- Marthe de Lazerme (1883-1972), épouse de Paul Durand de Girard

### Carlos de Lazerme(1873-1936)
Troisième comte (carliste) de Lazerme. Poète et littérateur, auteur de pièces de théâtre, d'essais et de contes.
Il épousa Thérèse de Mauvaisin. Ce sont les parents de Jacques (1909-1986), dernier comte de Lazerme.

### Jacques de Lazerme (1909-1986)
Quatrième comte (carliste) de Lazerme, fils de Carlos de Lazerme, né à Perpignan en 1909.
Président de l'Automobile Club des Pyrénées-Orientales, il reçut Pablo Picasso entre 1953 et 1955.
Dans les années 1970, il vendit l'hôtel particulier de sa famille à la ville de Perpignan, qui y installa en 1979 le Musée Hyacinthe Rigaud.
Il est l'auteur de plusieurs travaux sur sa famille, dont des Notices sur la famille de Lazerme et le Roussillon, publiées sous le nom d'emprunt de Thomas Ferriol.

### Paule de Lazerme (1910-2012)
Née Paule Dabadie le 22 octobre 1910 à Saint-Féliu-d'Avall, elle épouse en 1931 le comte Jacques de Lazerme, étant désormais connue sous le nom de "comtesse de Lazerme".
Pablo Picasso exécuta plusieurs portraits de Paule de Lazerme : une gouache datant de l'été 1954, où elle est représentée en costume catalan ; une sanguine intitulée "Madame de Lazerme en catalane", datée du 14 août 1955, où elle porte une coiffe catalane et une croix en grenats de Perpignan ; une gouache datée du 19 août 1955, intitulée "Mme de Lazerme en catalane", où elle porte un châle blanc et une robe rouge ; un dessin au crayon noir, daté du 24 août 1955, représentant Paule de Lazerme de profil assise dans un fauteuil à haut dossier.
Elle décède le 10 novembre 2012 à l'âge de 102 ans.

## Branche cadette (Lazerme de Règnes)
Issue d'Henri Lazerme (1817-1908), fils cadet de Joseph Lazerme (1787-1783) et de Thérèse Sérane, procureur impérial à Sisteron, marié à Amélie Fichet, cette branche s'allia à l'héritière de la famille catalane des Règnes, dont elle releva le nom.
Philippe Lazerme de Règnes (né en 1931), arrière-petit-fils d'Henri Lazerme, est l'auteur d'un livre consacré à la noblesse catalane.

## Sources et bibliographie
- Jean Capeille, Dictionnaire de biographies roussillonnaises, Comet, Perpignan, 1914.
- Thomas Ferriol (pseudonyme de Jacques de Lazerme), Notices sur la famille de Lazerme et le Roussillon, Perpignan, 1974.
- Philippe Lazerme de Règnes, Noblesa Catalana, Imprimerie Centrale de l'Ouest, 1975-1977, 3 volumes.
- Jean Rifa, « La Dynastie des Comtes de Lazerme (1re partie) aristocrates et humanistes », La Semaine du Roussillon, no 341,‎ 31 oct-6 nov 2002.
- Robert Saut, Canet en Roussillon : regards sur 3000 ans d'histoire, Canet-en-Roussillon, Les Amis du Vieux Canet, 1991, 314 p.